# Långöhällarna
Långöhällarna är en ö i Finland. Den ligger i Finska viken och i kommunen Borgå i den ekonomiska regionen  Borgå i landskapet Nyland, i den södra delen av landet. Ön ligger omkring 51 kilometer öster om Helsingfors.
Öns area är 1,1 hektar och dess största längd är 180 meter i öst-västlig riktning.